# Knud Thomsen
 Der er flere personer med dette navn, se Knud Thomsen (flertydig).
Knud Erik Gad Thomsen (16. januar 1908 i Aalborg – 3. februar 1996) var en dansk politiker (Konservative Folkeparti) og minister.
- Handelsminister (minister for handel, håndværk, industri og søfart) i Regeringen Hilmar Baunsgaard fra 2. februar 1968 til 11. oktober 1971.